# Ivo Urban
Ivo Urban (7. května 1931 – 22. června 2024 Praha) byl český fotbalista, záložník, reprezentant Československa a sportovní novinář.

## Kariéra
V československé reprezentaci odehrál roku 1956 čtyři utkání, pětkrát nastoupil i v reprezentačním B mužstvu. Hrál za Slavii Praha (1943–1951, 1963–1964) a Duklu Praha (1952–1963), s níž šestkrát získal titul mistra republiky (1953, 1956, 1958, 1961, 1962, 1963) a jednou vyhrál Československý pohár (1961). V lize odehrál 198 utkání a vstřelil 1 branku. Po skončení hráčské kariéry se stal sportovním novinářem, od roku 1979 pracoval ve sportovní redakci Rudého práva (posléze Práva). Od roku 1977 byl předsedou Klubu sportovních novinářů, po listopadu 1989 ho vystřídal Pavel Vitouš z MF Dnes.